# 10431 Pottasch
A 10431 Pottasch (ideiglenes jelöléssel 4042 P-L) a Naprendszer kisbolygóövében található aszteroida. Cornelis Johannes van Houten,  Ingrid van Houten-Groeneveld és Tom Gehrels fedezte fel 1960. szeptember 24-én.